# 에디쿨라

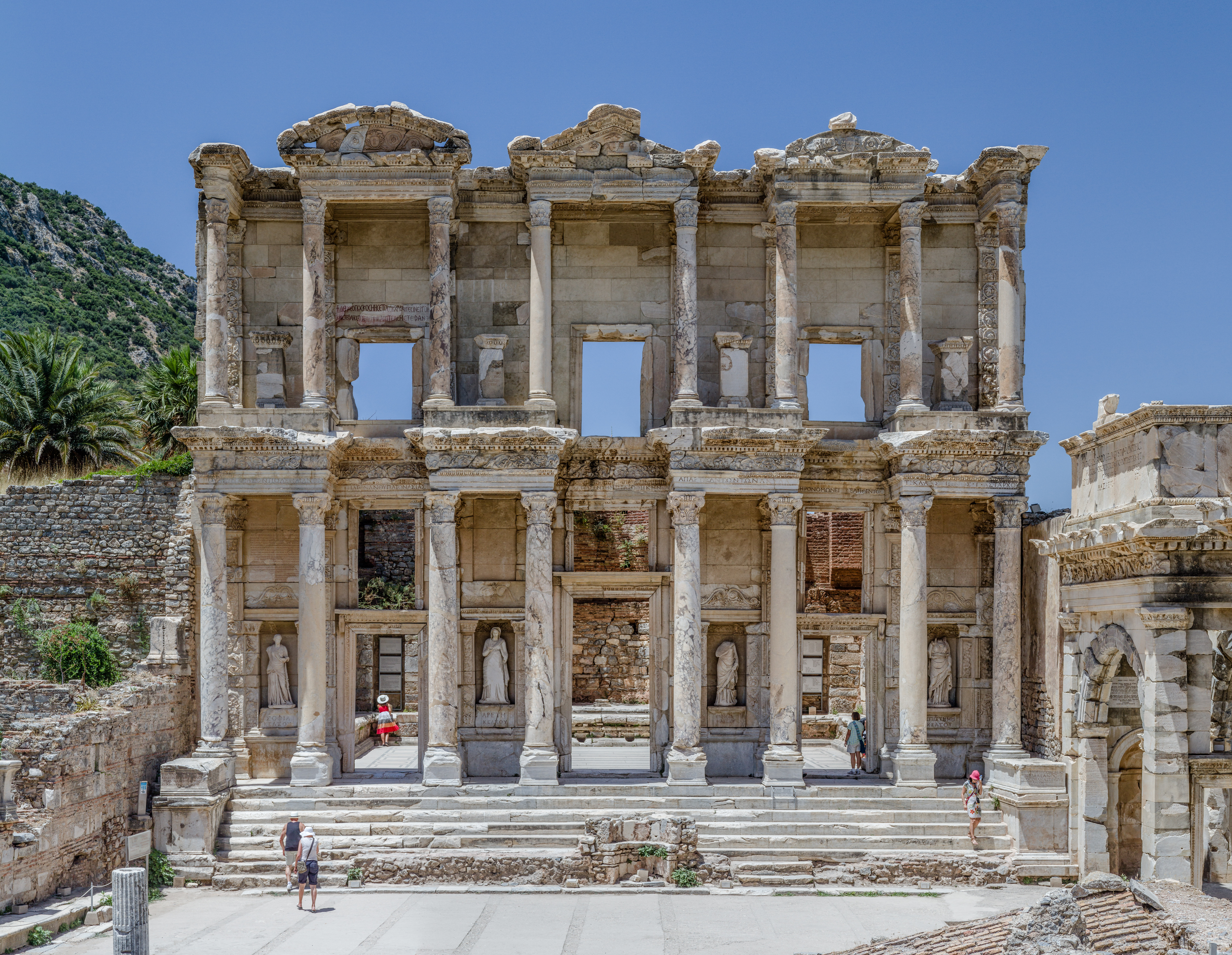

에디쿨라(Aedicula)는 건축물의 벽면에 입체적으로 조형된 제단 모양의 부분을 말한다.

## 같이 보기
- 주랑 현관